# Włoscy posłowie do Parlamentu Europejskiego 2004–2009
Włoscy posłowie VI kadencji do Parlamentu Europejskiego (od 20 lipca 2004) zostali wybrani 12 i 13 czerwca 2004.

## Lista według przynależności do grup

### Grupa Europejskiej Partii Ludowej (Chrześcijańscy Demokraci) i Europejskich Demokratów
Wybrani z listy Forza Italia
- Gabriele Albertini (PdL)
- Alfredo Antoniozzi (PdL)
- Paolo Bartolozzi (PdL), poseł do PE od 23 czerwca 2008
- Maddalena Calia (PdL), poseł do PE od 12 września 2008
- Giorgio Carollo (DC)
- Elisabetta Gardini (PdL), poseł do PE od 30 maja 2008
- Giuseppe Gargani (PdL)
- Jas Gawronski (PdL)
- Eleonora Lo Curto (PdL), poseł do PE od 24 lipca 2008
- Mario Mauro (PdL)
- Guido Podestà (PdL)
- Amalia Sartori (PdL)
- Riccardo Ventre (PdL)
- Marcello Vernola (PdL)
- Iva Zanicchi (PdL), poseł do PE od 16 maja 2008
- Stefano Zappalà (PdL)

Wybrani z listy Unii Chrześcijańskich Demokratów i Centrum
- Vito Bonsignore (PdL)
- Aldo Patriciello (PdL), poseł do PE od 8 maja 2006
- Iles Braghetto, poseł do PE od 29 lipca 2005
- Carlo Casini, poseł do PE od 8 maja 2006
- Sebastiano Sanzarello (PdL), poseł do PE od 22 maja 2008

Wybrany z listy Popolari-UDEUR
- Armando Veneto, poseł do PE od 8 maja 2006

Wybrany z listy Południowotyrolskiej Partii Ludowej
- Michl Ebner

Wybrany z listy Partii Emerytów
- Carlo Fatuzzo

### Grupa Socjalistyczna w Parlamencie Europejskim
Wybrani z listy Drzewa Oliwnego
- Rapisardo Antinucci (SDI, PS), poseł do PE od 17 czerwca 2008
- Giovanni Berlinguer (DS, SD)
- Vincenzo Lavarra (DS, PD), poseł do PE od 24 maja 2005
- Claudio Fava (DS, SD)
- Monica Giuntini (DS, PD), poseł do PE od 17 października 2008
- Donata Gottardi (DS, PD), poseł do PE od 8 maja 2006
- Pia Elda Locatelli (SDI, PS)
- Catiuscia Marini (DS, PD), poseł do PE od 16 maja 2008
- Pasqualina Napoletano (DS, SD)
- Maria Grazia Pagano (DS, PD), poseł do PE od 17 czerwca 2008
- Pier Antonio Panzeri (DS, PD)
- Gianni Pittella (DS, PD)
- Guido Sacconi (DS, PD)
- Mauro Zani (DS, PD)

Wybrani z listy NPSI
- Gianni De Michelis (PS)
- Alessandro Battilocchio (PS)

Wybrany z listy Włochy Wartości
- Giulietto Chiesa (SD)

### Grupa Porozumienia Liberałów i Demokratów na rzecz Europy
Wybrani z listy Drzewa Oliwnego
- Fabio Ciani (DL, PD), poseł do PE od 16 maja 2008
- Luigi Cocilovo (DL, PD)
- Paolo Costa (DL, PD)
- Francesco Ferrari (DL, PD), poseł do PE od 5 lipca 2007
- Andrea Losco (DL, PD), poseł do PE od 8 maja 2006
- Vittorio Prodi (DL, PD)
- Gianluca Susta (DL, PD), poseł do PE od 8 maja 2006
- Patrizia Toia (DL, PD)
- Donato Veraldi (DL, PD), poseł do PE od 8 maja 2006

Wybrani z Listy Emmy Bonino
- Marco Cappato, poseł do PE od 8 maja 2006
- Marco Pannella

Wybrany z listy Włochy Wartości
- Beniamino Donnici (Partito del Sud), poseł do PE od 14 listopada 2007

### Grupa Unii na rzecz Europy Narodów
Wybrani z listy Sojuszu Narodowego
- Roberta Angelilli (PdL)
- Domenico Antonio Basile (PdL), poseł do PE od 17 czerwca 2008
- Sergio Berlato (PdL)
- Alessandro Foglietta (UDC)
- Cristiana Muscardini (PdL)
- Antonio Mussa (PdL), poseł do PE od 4 listopada 2008
- Nello Musumeci (La Destra)
- Umberto Pirilli (PdL)
- Salvatore Tatarella (PdL)

Wybrani z listy Ligi Północnej
- Mario Borghezio
- Erminio Enzo Boso, poseł do PE od 23 czerwca 2008
- Giovanni Robusti, poseł do PE od 30 maja 2008
- Francesco Speroni

### Grupa Zjednoczonej Lewicy Europejskiej – Nordyckiej Zielonej Lewicy
Wybrani z listy Odrodzenia Komunistycznego
- Vittorio Agnoletto
- Vincenzo Aita (MpS), poseł do PE od 8 maja 2006
- Giusto Catania
- Luisa Morgantini
- Roberto Musacchio (MpS)

Wybrani z listy Partii Komunistów Włoskich
- Umberto Guidoni (US)
- Marco Rizzo

### Grupa Zielonych – Wolny Sojusz Europejski
Wybrani z listy Federacji Zielonych
- Monica Frassoni
- Sepp Kusstatscher

### Niezrzeszeni
Wybrany z listy Alternatywy Socjalnej
- Roberto Fiore (Nowa Siła), poseł do PE od 16 maja 2008

Wybrany z listy MS-FT
- Luca Romagnoli

Wybrany z listy Drzewa Oliwnego
- Gianni Rivera

### Byli posłowie VI kadencji do PE
- Alfonso Andria (wybrany z listy Ulivo-DL), do 28 kwietnia 2008, uzyskał mandat do parlamentu krajowego
- Pier Luigi Bersani (wybrany z listy Ulivo-DS), do 27 kwietnia 2006, uzyskał mandat do parlamentu krajowego
- Fausto Bertinotti (wybrany z listy RC), do 27 kwietnia 2006, uzyskał mandat do parlamentu krajowego
- Emma Bonino (wybrana z Listy Emmy Bonino), do 27 kwietnia 2006, uzyskała mandat do parlamentu krajowego
- Umberto Bossi (wybrany z listy LN), do 28 kwietnia 2008, uzyskał mandat do parlamentu krajowego
- Giuseppe Bova (wybrany z listy Ulivo-DS), od 16 maja 2008 do 16 czerwca 2008, zrzeczenie
- Mercedes Bresso (wybrana z listy Ulivo-DS), do 24 maja 2005, wybrana prezydentem regionu Piemont
- Renato Brunetta (wybrany z listy FI), do 28 kwietnia 2008, uzyskał mandat do parlamentu krajowego
- Giuseppe Castiglione (wybrany z listy FI), do 11 września 2008, wybrany prezydentem prowincji Katania
- Lorenzo Cesa (wybrany z listy UDC), do 27 kwietnia 2006, uzyskał mandat do parlamentu krajowego
- Paolo Cirino Pomicino (wybrany z listy UDEUR), do 27 kwietnia 2006, uzyskał mandat do parlamentu krajowego
- Massimo D’Alema (wybrany z listy Ulivo-DS), do 27 kwietnia 2006, uzyskał mandat do parlamentu krajowego
- Antonio De Poli (wybrany z listy UDC), do 15 maja 2005, zrzeczenie
- Ottaviano Del Turco (wybrany z listy Ulivo-SDI), do 1 maja 2005, wybrany prezydentem regionu Abruzja
- Antonio Di Pietro (wybrany z listy IdV), do 27 kwietnia 2006, uzyskał mandat do parlamentu krajowego
- Armando Dionisi (wybrany z listy UDC), do 27 kwietnia 2006, uzyskał mandat do parlamentu krajowego
- Corrado Gabriele (wybrany z listy RC), od 8 maja 2006 do 19 czerwca 2006, zrzeczenie
- Gian Paolo Gobbo (wybrany z listy LN), od 8 listopada 2006 do 23 czerwca 2008, zrzeczenie
- Lilli Gruber (wybrana z listy Ulivo), do 30 września 2008, zrzeczenie
- Romano La Russa (wybrany z listy AN), do 3 listopada 2008, zrzeczenie
- Innocenzo Leontini (wybrany z listy FI), od 23 czerwca 2008 do 23 lipca 2008, zrzeczenie
- Enrico Letta (wybrany z listy Ulivo-DL), do 27 kwietnia 2006, uzyskał mandat do parlamentu krajowego
- Raffaele Lombardo (wybrany z listy UDC), do 21 maja 2008, wybrany prezydentem regionu Sycylia
- Mario Mantovani (wybrany z listy FI), do 28 kwietnia 2008, uzyskał mandat do parlamentu krajowego
- Francesco Musotto (wybrany z listy FI), do 22 czerwca 2008, zrzeczenie
- Alessandra Mussolini (wybrana z listy AS), do 28 kwietnia 2008, uzyskała mandat do parlamentu krajowego
- Achille Occhetto (wybrany z listy IdV), od 8 maja 2006 do 14 listopada 2007, zrzeczenie
- Lapo Pistelli (wybrany z listy Ulivo-DL), do 28 kwietnia 2008, uzyskał mandat do parlamentu krajowego
- Adriana Poli Bortone (wybrana z listy AN), do 28 kwietnia 2008, uzyskała mandat do parlamentu krajowego
- Giovanni Procacci (wybrany z listy Ulivo-DL), od 15 listopada 2005 do 27 kwietnia 2006, uzyskał mandat do parlamentu krajowego
- Matteo Salvini (wybrany z listy LN), do 31 października 2006, zrzeczenie
- Michele Santoro (wybrany z listy Ulivo), do 13 listopada 2005, zrzeczenie
- Luciana Sbarbati (wybrana z listy Ulivo-MRE), do 28 kwietnia 2008, uzyskała mandat do parlamentu krajowego
- Antonio Tajani (wybrany z listy FI), do 8 maja 2008, powołany do składu Komisji Europejskiej
- Marta Vincenzi (wybrana z listy Ulivo-DS), do 30 czerwca 2007, wybrana burmistrzem Genui
- Nicola Zingaretti (wybrany z listy Ulivo-DS), do 16 czerwca 2008, wybrany prezydentem prowincji Rzym